# 1. Sinfonie (Bruckner)
Die Sinfonie Nr. 1 c-Moll (WAB 101) von Anton Bruckner ist eine Sinfonie in vier Sätzen.

## Entstehungsgeschichte
Bruckners 1. Sinfonie entstand in den Jahren 1865/66, als der Komponist am Linzer Dom als Domorganist angestellt war. Uraufgeführt wurde das Werk unter seiner eigenen Leitung am 9. Mai 1868, einige Monate bevor er nach Wien übersiedelte. Die Aufführung, die übrigens von Bruckners späterem Feind Eduard Hanslick durchaus positiv rezensiert wurde, geriet zwar zu einem Achtungserfolg, konnte allerdings für die spätere Laufbahn des Komponisten nichts bewirken. Dies war wohl auch im Anschluss mit ausschlaggebend für den Umzug aus der Provinz in die Hauptstadt der k. u. k. Monarchie. Als sich in der zweiten Hälfte der 1880er Jahre die Musik Bruckners mit der siebenten Sinfonie allmählich auch international durchsetzen konnte, fanden auch die früheren Sinfonien mehr Beachtung. So war es nicht verwunderlich, dass der Dirigent Hans Richter, einer der entschiedensten Förderer des Komponisten, bei Bruckner nach dem Aufführungsmaterial der Ersten anfragte. Bruckner sagte zwar zu, entschied sich allerdings auch, das seit der Uraufführung nicht mehr gespielte Werk noch einmal zu überarbeiten. In dieser Neufassung erklang die Sinfonie am 13. Dezember 1891. Zwei Jahre später wurde sie in Druck gegeben und gehört seitdem zum Standardrepertoire der Orchester.
Hermann Levi hingegen wollte Bruckner von einer Neubearbeitung abhalten, er hielt die Linzer Fassung für ausgezeichnet. Bis zum Druck, im Rahmen der Bruckner-Gesamtausgabe (1935), war die Linzer Fassung unbekannt. Franz Schalk – der der Idee einer Gesamtausgabe zumindest sehr kritisch gegenüberstand – forderte aber schon 1927 deren Veröffentlichung.

## Die Fassungen
Die Entstehungsgeschichte zeigt, dass es von der ersten Sinfonie zwei verschiedene Fassungen gibt, die im Gegensatz zu anderen Bruckner-Sinfonien ausschließlich vom Komponisten ohne Fremdeingriffe erstellt wurden. Sie werden nach ihren Entstehungsorten als „Linzer Fassung“ (1866) bzw. „Wiener Fassung“ (1891) bezeichnet, wobei anzumerken ist, dass die Linzer Fassung in Wien 1877 kleineren Retuschen unterzogen wurde. Während die Wiener Fassung seit den 1890er Jahren gedruckt vorlag, wurde die Linzer erst in den 1930er Jahren wiederentdeckt und im Rahmen der Bruckner-Gesamtausgabe durch Robert Haas 1935 herausgegeben. Beide Fassungen haben einen sehr ähnlichen Formverlauf. Die Unterschiede betreffen im Wesentlichen die Instrumentation sowie Details in der Verarbeitung der thematischen Gedanken: So konstruiert Bruckner im dritten Satz der Wiener Fassung – einmalig in seinem Schaffen – eine Überleitungspassage vom Trio zur Reprise des in der Linzer Fassung klar abgetrennten Scherzos.
In der Konzertpraxis wird die insgesamt lebhaftere (von Bruckner deshalb als sein „keckes Beserl“ [ein freches Frauenzimmer] bezeichnete) Linzer Fassung eindeutig vorgezogen, was oft mit dem Argument gerechtfertigt wird, dass hier die ursprünglichen Intentionen Bruckners dokumentiert vorlägen. Außerdem verfälsche die Wiener Fassung – immerhin 25 Jahre und sieben Sinfonien später hergestellt – den Charakter dieses Frühwerkes. Die Befürworter der Wiener Fassung halten dagegen, dass diese den „letzten Willen“ des Komponisten dieses Werk betreffend darstelle und die inzwischen gesammelten kompositorischen Erfahrungen die Qualität der Sinfonie heben. Dennoch haben beide Fassungen jeweils ihre speziellen Vorzüge und geben auch einen guten Einblick in Anton Bruckners Entwicklung als Sinfoniker. Die Spieldauer der Sinfonie beträgt etwa 50 bis 55 Minuten.
(In der unten stehenden Werkbeschreibung wird von der Linzer Fassung ausgegangen.)

## Besetzung
- 2 Flöten (im langsamen Satz kommt eine 3. Flöte hinzu), 2 Oboen, 2 Klarinetten, 2 Fagotte
- 4 Hörner, 2 Trompeten, 3 Posaunen
- 3 Pauken (C & G, Pauke in tief E)
- I. Violine, II. Violine, Bratsche, Violoncello, Kontrabass

## Zur Musik

### Erster Satz: Allegro
Der erste Satz (c-Moll, 4/4-Takt) basiert, wie bei Bruckner bereits seit der f-Moll-Sinfonie üblich, auf drei Themen. Er beginnt leise über tappenden Bässen mit einem marschähnlichen Hauptthema in den Violinen, das bald unter Hinzunahme weiterer Instrumente zum Fortissimo gesteigert wird. Nach nochmaligem Ansetzen des Themas löst sich die Marschrhythmik in ruhige Achtelbewegung auf, und Holzbläser und Hörner leiten zum zweiten Thema über. Obwohl hier noch deutlich eine Melodiestimme dominiert, zeigt es bereits Bruckners typischen Gesangsthemenstil auf, in dem sich mehrere überlagernde thematische Figuren zu einem Thema zusammenfinden. Das sofort kraftvoll einsetzende dritte Thema wird im Wesentlichen von einem Motiv dominiert, das bereits den Rhythmus des Finale-Hauptthemas vorwegnimmt. Es wird von einem wuchtigen, fortissimo von den Blechbläsern vorgetragenen Gedanken beschlossen. Die pianissimo beginnende Durchführung verarbeitet zunächst dieses Thema. Nachdem damit ein erster dynamischer Höhepunkt erreicht ist, setzen rhythmische Figuren, die an das erste Thema erinnern, ein. Alsbald erscheint es auch selbst, woraufhin es in seine einzelnen Elemente gespalten wird, deren wechselvolle Verarbeitung den Rest dieses Formteils beherrscht. Die Durchführung endet mit einer kurzen Reminiszenz an das dritte Thema. Die leicht variierte Reprise entspricht im Großen und Ganzen in ihrem Ablauf der Exposition. Das dritte Thema leitet nahtlos in die stürmische Coda über, welche nach einem kurzen Ruhepunkt das Kopfmotiv des Hauptthemas steigernd wieder aufnimmt und den Satz nach einer kanonisch geführten Passage in hämmernden c-Moll-Klängen abschließt.

### Zweiter Satz: Adagio
Das Adagio (As-Dur, 4/4-Takt) besitzt noch nicht den formalen Aufbau A-B-A′-B′-A″, den Bruckner in späteren Sinfonien (mit Ausnahme der dritten und sechsten) immer wieder variiert verwenden wird, sondern läuft nach dem Schema A-B-C-A′-B′ ab. Das erste Thema (A) setzt in Hörnern und tiefen Streichern ein. Eigentlich ist es weniger ein geschlossenes Thema, als eine Ansammlung diverser miteinander verbundener Motive, die abwechselnd von verschiedenen Instrumentengruppen beleuchtet werden. Nach mehreren Einsätzen dieses Themas folgt das zweite Thema (B), das im Vergleich dazu wesentlich geschlossener anmutet. Eine gewisse Verwandtschaft zum zweiten Thema des Kopfsatzes ist festzustellen. Es steigert sich allmählich zu einem Einsatz des vollen Orchesters. Im Anschluss beginnt der Mittelteil des Satzes, der sich von den Eckteilen durch seinen ¾-Takt abhebt. Er wird beherrscht durch ein sehr gesangliches Thema (C), das im weiteren Verlauf immer stärker von Sechzehntelfiguren begleitet wird, die sich schließlich verselbstständigen und den Taktwechsel bei der Reprise des ersten Themas (A′) kunstvoll verschleiern. Selbiges gelangt durch Beibehaltung der Begleitfiguren zu stärkerem Zusammenhalt als zuvor. Das zweite Thema (B′) führt wiederum zu einem Höhepunkt, der aber gegenüber dem im ersten Satzteil wesentlich breiter ausgeführt ist. Anschließend löst sich die Melodie in Dreiklangsbrechungen auf und sanfte Dur-Akkorde beenden im Pianissimo den Satz.

### Dritter Satz: Scherzo. Schnell
Gleich der Fortissimo-Beginn im Orchestertutti betont den wilden und hitzigen Charakter des Scherzos (g-Moll, ¾-Takt). Es basiert auf zwei Themen, die nach Art eines einfachen Sonatensatzes verarbeitet werden. Die Thematik des verhaltenen Trios (G-Dur) besteht aus Hornrufen, die von den Streichern meist mit Achteln im Staccato begleitet werden. Das Hauptthema des Finalsatzes klingt kurz an. Auf den Übergang vom Trio zur Scherzo-Reprise in der Wiener Fassung wurde bereits hingewiesen. Dem Da Capo des Scherzos fügt Bruckner noch eine kurze, furiose Coda an, die in G-Dur ausklingt.

### Vierter Satz: Finale. Bewegt, feurig
Das Finale (c-Moll, 4/4-Takt), der längste Satz der ersten Sinfonie, ist der einzige Schlusssatz einer von Bruckner als „giltig“ bezeichneten Sinfonie (vom vierten Satz der f-Moll-Sinfonie abgesehen überhaupt der einzige sinfonische Finalsatz Bruckners), der nicht im Pianissimo, sondern sofort laut anhebt. Das Hauptthema trägt Züge einer Fanfare und ist folglich wie das entsprechende Thema im Kopfsatz stark rhythmisch gehalten. Sein vorwärts drängender Charakter wird noch unterstützt von den wilden Streicherfiguren, die es begleiten. Auch im Finale setzt das Hauptthema zweimal an, bevor eine relative Beruhigung eintritt und Triller zum zweiten Thema überleiten. Seine charakteristischen Merkmale sind der Auftakt zu Beginn und der Triller am Schluss. Das dritte Thema erinnert wieder stark an seine Entsprechung im ersten Satz.
Die Durchführung setzt leise ein und verarbeitet zuerst das Hauptthema, das jetzt deutlich melodischer wirkt. Sein rhythmischer Charakter wird allerdings kurz darauf umso wirkungsvoller wieder ausgespielt, das Thema zunehmend auf sein Kopfmotiv reduziert. Es folgt die Verarbeitung des zweiten Themas, in deren Verlauf sich das Trillermotiv immer stärker herausschält. Diese Episode wurde in der Wiener Fassung erweitert. Die Triller leiten zu einem wilden, fugatoartigen Teil über, der sich der Motive aus dem dritten Thema bedient und sich zum Schluss in ostinate Figuren fest rammt. Eine kurze Überleitung führt zur Reprise des Hauptthemas in C-Dur. Die Übergänge zwischen den Themen sind hier stark verkürzt. Die Coda steigert das Hauptthema über einem Streicherostinato zum breiten Abschluss im glänzenden C-Dur-Fortissimo des vollen Orchesters. In der Wiener Fassung wurde in Anpassung an die Schlüsse der späteren Sinfonien die zuvor im schnellen Tempo des Finales gehaltene Coda durch mehrere Ritardandi deutlich verlangsamt.

## Diskografie (Auswahl)

### 1865 vorläufige Adagio und Scherzo
Erhältliche Aufnahmen:
- Ricardo Luna, Bruckner unknown – CD Preiser Records PR 91250, 2013 (Transkription für Kammerorchester)
- Markus Poschner, Bruckner Orchester Linz – CD Capriccio C8094, 2024 (1. Sinfonie (Fassung 1891) und 1865 Scherzo)

### Linzer Urfassung 1866
- Georg Tintner, Royal Scottish National Orchestra, 1998, Naxos (Ed. William Carragan)
- Gerd Schaller, Philharmonie Festiva, 2011, Profil Edition Günter Hännsler (Ed. William Carragan)
- Christian Thielemann, Staatskapelle Dresden, 2017, Profil (Ed. Thomas Röder)
- Markus Poschner, Bruckner Orchester Linz, 2023, Capriccio (Ed. Thomas Röder)

### Linzer Fassung 1877
- Václav Neumann, Gewandhausorchester Leipzig, 1965, VEB Deutsche Schallplatten/Berlin Classics
- Herbert Blomstedt, Gewandhausorchester Leipzig, 2011, Querstand
- Eugen Jochum, Berliner Philharmoniker, 1966, DGG
- Claudio Abbado, Wiener Philharmoniker, 1970, Decca
- Bernard Haitink, Concertgebouw-Orchester, 1972, Philips
- Eugen Jochum, Staatskapelle Dresden, 1979, Eterna/EMI
- Wolfgang Sawallisch, Bayerisches Staatsorchester, 1986, Orfeo
- Stanisław Skrowaczewski, Rundfunk-Sinfonieorchester Saarbrücken, 1995, Arte Nova/Oehms Classics
- Georg Solti, Chicago Symphony Orchestra, 1996, Decca
- Claudio Abbado, Wiener Philharmoniker (live), 1997, DGG (mit einigen Orchestrierungen aus der Wiener Fassung)
- Dennis Russell Davies, Bruckner Orchester Linz, 2006, Sony BMG, Reihe Arte Nova
- Herbert Blomstedt, Gewandhausorchester Leipzig, 2011, Querstand
- Simone Young, Philharmoniker Hamburg, 2011, Oehms Classics
- Philipp von Steinaecker, Musica Saeculorum (auf historischen Instrumenten), 2013, fra bernardo

### Wiener Fassung
- Günter Wand, Kölner Rundfunk-Sinfonie-Orchester, 1981, Deutsche Harmonia Mundi/RCA/BMG
- Riccardo Chailly, Radio-Sinfonie-Orchester Berlin, 1987, Decca
- Claudio Abbado, Lucerne Festival Orchestra (live), 2013, Accentus Music
- Dennis Russell Davies, Bruckner Orchester Linz, 2014, Dirigent
- Gustavo Gimeno, Orchestre Philharmonique du Luxembourg, 2017, Pentatone
- Gerd Schaller, Philharmonie Festiva, 2019, Profil Edition Günter Hänssler